# Younes Hamami Lalehzar
Younes Hamami Lalehzar (persiska: یونس حمامی لاله‌زار), född 1965 i Yazd i Iran,  är en iransk rabbin och läkare.

## Uppväxt
Younes Hamami föddes 1965 i Yazd i Iran, i en religiös judisk familj. Hans far, Musa Hamami, var en av de framstående köpmännen i Yazd. Han studerade vid Alliance Israelite Universelle i Yazd och senare i Teheran. År 1986 började han studera medicin vid Shahid Beheshti-universitetet, där han tog läkarexamen 1993. År 2001 erhöll han specialistkompetens i internmedicin vid samma lärosäte.

## Kariär
Sedan 2001 har han arbetat som internmedicinare vid Dr. Sapirs sjukhus i Teheran.
Samtidigt studerade han judisk religiös lag under ledning av kända iranska rabbiner som Musa Rabbani, Zion Hakakian, Musa Tajian och Levi Hayyim. Han fördjupade även sina studier i Torah och Talmud under överrabbin Uriel Davidi och rabbin Baal Nes i Shiraz.
Han har varit talesperson för beth din för Teherans judiska kommitté. Han har dessutom medverkat till att ta fram officiella religionsböcker för judiska gymnasieelever och har undervisat vid jeshivan vid Abrishami-synagogan sedan 1996.

## Privatliv
Younes Hamami är gift med Helen Moghaddam, och tillsammans har de två döttrar och en son.